# 香川県済生会病院
香川県済生会病院（かがわけんさいせいかいびょういん）は、社会福祉法人恩賜財団済生会支部が香川県高松市多肥上町に設置する病院。

## 沿革
- 1911年（明治44年）5月 - 恩賜財団済生会設立、観音寺市に假施薬院発足[1]。
- 1931年（昭和6年）7月 - 済生会香川県支部が発足[1]。
- 1943年（昭和18年）4月 - 高松市桜町に診療所開設[1]。
- 1945年（昭和20年）11月 - 病院に昇格[1]。
- 1962年（昭和37年）10月 - 瀬戸内海巡回診療船「済生丸」診療活動開始[1]。
- 2004年（平成16年）4月 - 高松市多肥上町に新築移転（鉄筋コンクリート、地下1階、地上7階）[1]。

## 診療科
- 消化器内科[2]
- 腎臓内科[2]
- 循環器内科[2]
- 外科[2]
- 整形外科[2]
- 小児科[2]
- 眼科[2]
- 泌尿器科[2]
- 麻酔科[2]
- リハビリテーション科[2]
- 放射線科[2]

## 医療機関の指定・認定
（下表の出典）
| 保険医療機関                                   | 原子爆弾被害者一般疾病医療取扱医療機関   |
| 労災保険指定医療機関                           | 公害医療機関                             |
| 指定自立支援医療機関（更生医療）               | 母体保護法指定医の配置されている医療機関 |
| 指定自立支援医療機関（育成医療）               | へき地医療拠点病院                       |
| 身体障害者福祉法指定医の配置されている医療機関 | 臨床研修病院                             |
| 生活保護法指定医療機関                         | 特定疾患治療研究事業委託医療機関         |
| 医療保護施設                                   | 在宅療養支援病院                         |
| 結核指定医療機関                               | DPC対象病院                              |
| 指定小児慢性特定疾病医療機関                   | 無料低額診療事業実施医療機関             |

- 救急告示病院（二次救急）[4]
- 公益財団法人日本医療機能評価機構認定病院[5]
- このほか、各種法令による指定・認定病院であるとともに、各学会の認定施設でもある。

## 交通アクセス
- 高松琴平電気鉄道琴平線「太田駅」よりタクシーで約5分[6]
- ことでんバス「香川県済生会病院・高松桜井高校前」停留所下車徒歩約1分[6]